# 米卡埃尔·穆萨·阿达莫
米卡埃尔·穆萨·阿达莫（法语：Michael Moussa Adamo，1961年1月10日－2023年1月20日），加蓬政治家、外交官。

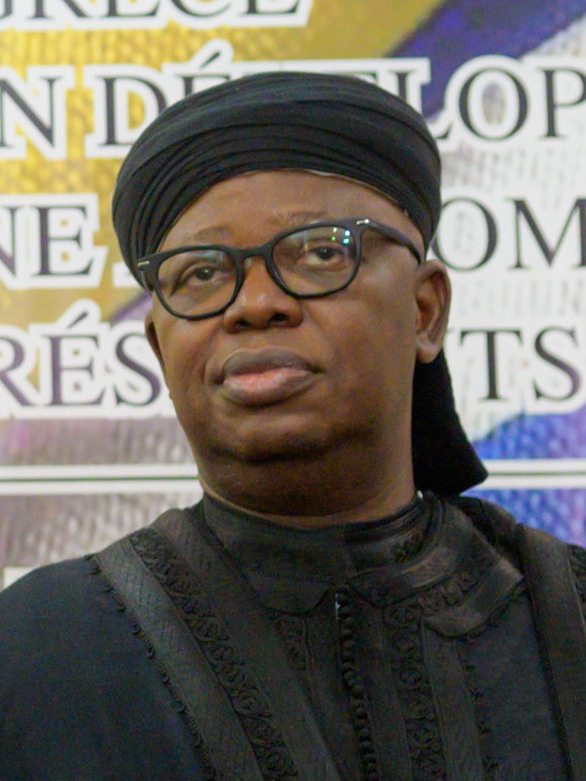
穆萨·阿达莫，摄于2023年1月13日

## 生平
1961年1月10日，穆萨·阿达莫出生于马科库。穆萨·阿达莫最初是国家电视台的一名主持人。 2000年，穆萨·阿达莫任国防部长阿里·邦戈·翁丁巴的幕僚长。 2009年，翁丁巴当选加蓬总统后，穆萨·阿达莫担任翁丁巴的特别助理。穆萨·阿达莫于2011年至2020年担任加蓬驻美国大使。之后，历任国防部长、外交部长。2023年1月10日，穆萨·阿达莫在出席会议时心脏病突发离世。